# T1空间
在拓扑学和相关的数学分支中，T1 空间和 R0 空间是特定种类的拓扑空间。T1 和 R0 性质是分离公理的个例。

## 定义
设 X 是拓扑空间并设 x 和 y 是 X 中的点。我们称 x 和 y 可以被“分离”如果它们每个都位于不包含另一个点的一个开集中。
- X 是 T1 空间，如果任何 X 中两个独特的点可以被分离。
- X 是 R0 空间，如果任何 X 中两个拓扑可区分的点可以被分离。

T1 空间也叫做可及空间(accessible space)或Fréchet 空间，而 R0 空间也叫做对称空间。（术语“Fréchet空间”在泛函分析中有完全不同的意义。为此偏好术语“T1 空间”。还有作为某种类型的序列空间的Fréchet-Urysohn空间的概念。术语“对称空间”也有其他意义。）

## 性质
设 X 是拓扑空间。则下列条件等价：
- X 是 T1 空间。
- X 是 T0 空间和 R0 空间。
- 点在 X 中是闭合的；就是说给定任何 X 中点 x，单元素集合 {x} 是闭集。
- 所有 X 的子集是包含它的所有开集的交集。
- 所有有限集合是闭集。
- X 的余有限集合是开集。
- 在 x 的固定超滤子只收敛到 x。
- 对于所有 X 中的点 x 和所有 X 的子集 S，x 是 S 的极限点，当且仅当所有 x 的开邻域包含无限多个 S 的点。

设 X 是拓扑空间。则下列条件等价：
- X 是 R0 空间。
- 给定任何 X 中的 x，{x} 的闭包只包含与 x 拓扑不可区分的点。
- 在 X 上的特殊化预序是对称的（因此是等价关系）。
- 在 x 的固定超滤子只收敛到与 x 拓扑不可区分的点。
- X（它识别拓扑不可区分点）的柯爾莫果洛夫商是 T1。
- 所有开集是闭集的并集。

在任何拓扑空间中，作为任何两个点之间的性质，有下列蕴涵
“分离”的 ⇒ “拓扑可区分”的 ⇒ “独特”的
如果第一个箭头可反转则空间是 R0。如果第二个箭头可以反转则空间是 T0。如果复合箭头可以被反转则空间是 T1。明显的，一个空间是 T1 当且仅当它是 R0 和 T0 二者。
注意有限 T1 空间必然是离散的（因为所有集合都是闭集）。

## 例子
- 謝爾賓斯基空間是 T0 而非 T1 的拓扑空间的一个简单例子。
- 重叠区间拓扑是 T0 而非 T1 的一个例子。

- 在无限集合上的余有限拓扑是 T1 而非豪斯多夫(T2) 的一个简单例子。这是因为没有余有限拓扑的两个开集是不相交的。特别是，设 X 是整数集合，并定义开集 OA 是包含除了 A 的所有 X 的有限子集的那些 X 的子集。则给定不同的整数 x 和 y:

- 开集 O{x} 包含 y 但不包含 x，而开集 O{y} 包含 x 但不包含 y；
- 等价的，所有单元素集合 {x} 是开集 O{x} 的补集，所以它是闭集；

所以通过上述每个定义结果的空间是 T1。这个空间不是 T2，因为任何两个开集OA 和 OB 的交集是 OA∪B，它永远非空。可供选择，偶整数集合是紧致的但不是闭集，它不可能在豪斯多夫空间内。
- 上述例子可以稍微修改来建立双点余有限拓扑，它是 R0 不是 T1 也不是 R1 的空间的例子。设 X 是整数的集合，并使用上例中 OA 定义，定义对任何整数 x 开集 Gx 的子基为 Gx = O{x, x+1} 如果 x 为偶数 和 Gx = O{x-1, x} 如果 x 是奇数。则这个拓扑的基可给出自子基集合的有限交集：给定有限集合 A，X 的开集是

{\displaystyle U_{A}:=\bigcap _{x\in A}G_{x}.}
结果的空间不是 T0（因此不是 T1），因为点 x 和 x + 1（对于偶数 x）是拓扑不可区分的；但是在其他方面它本质上等价于上个例子。
- 在代数簇上的Zariski拓扑是 T1 的。要看出来，请注意带有局部坐标 (c1,...,cn) 的点是多项式 x1-c1, ..., xn-cn 的零集合。因此点是闭合的。但是这个例子作为非豪斯多夫(T2) 的空间而知名。Zariski 拓扑本质上是余有限拓扑的例子。

- 所有完全不连通空间是 T1，因为所有点都是连通单元因此是闭合的。

## 推广到其他种类的空间
术语“T1”、“R0”和它们的同义词还可以应用于拓扑空间的变体如一致空间、柯西空间和收敛空间。统一这些例子中概念的特征是固定超滤子（或恒定网）的极限是唯一的（对于 T1 空间）或不別拓扑不可区分性之異時是唯一的（对于 R0 空间）。
这显现出一致空间和更一般的柯西空间总是 R0 的，所以在这些情况下 T1 条件简约为 T0 条件。但是 R0 自身在其他种类的收敛空间上也是有价值的，比如预拓扑空间。